# Onthophilus lijiangensis
Onthophilus lijiangensis är en skalbaggsart som beskrevs av Zhou och Lou 2002. Onthophilus lijiangensis ingår i släktet Onthophilus och familjen stumpbaggar. Inga underarter finns listade i Catalogue of Life.